# 飯尾川公園
飯尾川公園（いのがわこうえん）は、徳島県名西郡石井町にある公園。

## 概要
2003年（平成15年）に開園。吉野川水系・鮎喰川の支流である飯尾川中流域の河川沿いに位置。
園内には多目的広場・イベント広場の他に、多目的ホール「いしいドーム」があり、温水プールやトレーニングルーム・スタジオ等の設備がある。毎年12月〜1月にLEDで彩るイルミネーションの点灯が園内で行われる。

## 施設
- いしいドーム(多目的ホール)
- 多目的広場
- イベント広場
- 石井町クリーンセンター

## いしいドーム
いしいドームは、飯尾川公園内にある多目的ホール。2003年（平成15年）に完成した。徳島県内でOKスポーツクラブを運営している岡田企画が石井町から受託を受け運営しており、また命名権を四国銀行が取得しており、「OKいしいパーク 四銀いしいドーム」の名称で運営されている。

### 施設
- 温水プール
- リラクゼーション
- トレーニングジム
- 体力測定
- スタジオ

### 利用情報
- 営業時間
  - 平日：10時〜22時
  - 日曜・祝日：9時〜19時(受付は閉館時間の30分前まで)
- 休館日：毎週月曜日・年末年始

## 交通
- JR徳島線石井駅から車で約5分。